# برکه شیخ محمد شیخ عبدالهادی
برکه شیخ محمد شیخ عبدالهادی یک آب‌انبار تاریخی مربوط به دوره قاجاریه است که در شهر بستک، استان هرمزگان قرار دارد. این اثر در تاریخ ۲۴ اسفند ۱۳۸۴ با شمارهٔ ثبت ۱۵۳۷۰ به‌عنوان یکی از آثار ملی ایران به ثبت رسیده‌است. این برکه در غرب بلوار معلم ابتدای خیابان همت بستکی (خیابان دانشگاه) قرار دارد.
آب‌انبار در شهرستان بستک مانند دیگر مناطق جنوب ایران مطمئن‌ترین و رایج‌ترین وسیله تأمین آب مشروب است یک اختلاف مهم آب‌انبارهای جنوب با آب‌انبارهای معمولی در سایر نقاط ایران در منبع آب است در سایر نقاط ایران آب قنات یا رودخانه و چاه را در آب‌انبار بدو منظور ذخیره یا تصفیه انبار می‌کنند، ولی در بستک مانند همه جنوب ایران آب باران را در آب‌انبار ذخیره می‌کنند و دومین اختلاف نیز این است که در آب‌انبارهای جنوب پله و شیر آب به‌شكل  آب‌انبارهای دیگر مرسوم نیست که البته علت آن برای جلوگیری از اتلاف آب است.

## معماری و ساختار برکه
ساختمان آب‌انبارهای منطقه بستک از سنگ و ساروج تشکیل یافته و بیرون آنها را معمولا هر چند سالی با گچ سفید می‌کنند عمق آبگیر آنها تا سطح زمین از ۴ متر تا ۱۲ متر و قطر آنها از ۶ متر تا ۲۰ متر دیده می شود که دارای سه دریچه است که از آنها برای برداشتن آب بوسیله سطل و طناب استفاده می‌کنند.
همچنین هر برکه دارای یک تا سه دریچه مخصوص ورود آب باران می‌باشد.
قسمت آبگیر برکه معمولاً به‌صورت استوانه با مقطع دایره‌ای است ولی گاهی اوقات با مقطع بیضی و یا مربع و مربع مستطیل می‌باشد بندرت هم از دو مربع‌مستطیل که به‌صورت بعلاوه قرار گرفته‌اند ساخته می‌شود در هر حال سقف همه آنها مقطع نيم‌دایره‌ای دارد.
مطلب اساسی و قابل توجه در ساختمان این برکه‌ها موقعیت آن است بدین معنی که باید در مسیر جریان آب باران قرار گیرد و باصطلاح هر برکه‌ای دارای یک مَمَر و یا چند ممری است که آب باران آن حوالی را جمع‌آوری کرده و بداخل برکه هدایت می‌کند این ممرها مانند خود برکه‌ها وقف و جزو اراضی عمومی بوده و تغییر و هر نوع تصرف در آنها ممنوع است. برکه‌ها توسط اشخاص خیّر ساخته، تعمير، لایروبی و نگهداری می‌شوند آب برکه‌ها نیز برای استفاده عموم وقف است.